# Friedrich Keller (Templer)
Friedrich Keller (* 20. September 1838 in Neuweiler; † 3. Dezember 1913 in Haifa) war von 1878 bis 1908 deutscher Vizekonsul in der Templerkolonie in Haifa.
Keller erlernte den Metzgerberuf in Calw. 1862 wurde er Anhänger der Templerbewegung und erhielt ab 1863 auf dem Kirschenhardthof eine Evangelistenausbildung. Nach vier Jahren Aufenthalt in der Schweiz als Evangelist und Metzger, zog er mit seinem Schulfreund Friedrich Proß im Mai 1868, auf eigene Rechnung und Gefahr, nach Beirut.
Im Herbst 1868 heiratete Keller seine Cousine Katharina Krafft aus Oberkollwangen. Die Trauung geschah durch Christoph Hoffmann, dem Mitbegründer der Tempelgesellschaft und früheren Abgeordneten der Frankfurter Nationalversammlung.
Nachdem das Ehepaar Keller 1869 in Haifa einen Bauplatz erworben und ein Wohnhaus errichtet hatte, begann Friedrich Kellers Aufstieg vom Metzgergesellen zum Kaiserlichen Vizekonsul. Diese Position bekleidete er erfolgreich von 1878 bis 1908. Sein Hauptverdienst war, nach langem Streit mit den Osmanischen Behörden und den Karmeliten, die Ausdehnung der deutschen Siedlung auf den Berg Karmel. Am 18. Oktober 1898 durfte Friedrich Keller in seinem Konsulat in Haifa auf ihrer Palästinareise den Deutschen Kaiser Wilhelm II. und die Kaiserin Auguste Viktoria empfangen und auf den Berg Karmel begleiten.

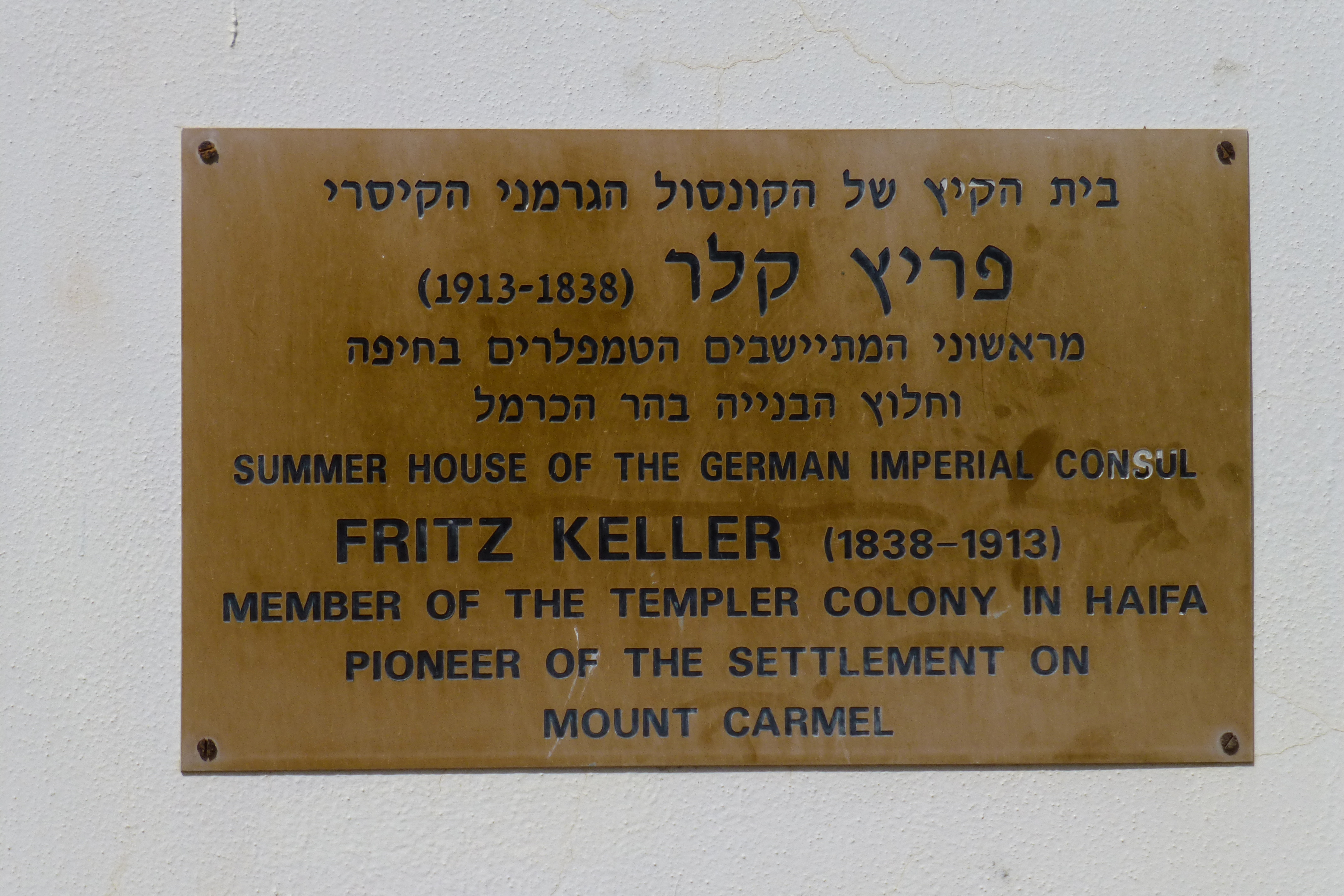
Gedenktafel für Keller an seinem vormaligen Sommerhaus (Keller-Haus) im damaligen Carmelheim auf dem Berge Carmel

Friedrich Keller starb am 3. Dezember 1913 in Haifa.
Ihm zu Ehren gibt es seit 1993 das „Keller-Haus“, der Sitz des „Gottlieb-Schumacher-Instituts“ der Universität Haifa in der Kellerstraße 2 in Haifa. Ebenfalls nach ihm benannt wurde die „Keller-Haus-Stiftung“ in Stuttgart, die der finanziellen Unterstützung des „Gottlieb-Schumacher-Instituts“ dient.